# Зегелар, Марвин
Марвин Ромео Кваси Зегелар (нидерл. Marvin Romeo Kwasie Zeegelar; родился 12 августа 1990, Амстердам) — нидерландский футболист, левый защитник.

## Биография
Марвин Зегелар родился 12 августа 1990 года в Амстердаме. Футболом он заниматься с 1997 года в юношеской команде клуба «Зебюргия», где играл на позиции защитника. В возрасте 12 лет Марвин покинул родной Амстердам и отправился в город Ауд-Бейерланд для того, чтобы выступать за местный клуб ОСВ. Именно в этой команде Зегелар со временем начал играть на позиции левого крайнего нападающего. Спустя несколько лет перспективный игрок оказался в юношеской команде «Волендама».
Со временем молодым нападающим заинтересовался амстердамский «Аякс», а также «Харлем». Именно «Аякс», всё же смог заполучить талантливого игрока, Марвин стал игроком юношеской команды «Аякса» B1. Первым тренером в «Аяксе» для Марвина стал Брайан Рой, известный в прошлом левый крайний нападающий «Аякса». Затем Зегелар играл за команды «Аякса» A2 и A1, тренером которого являлся Франк де Бур. К футбольному агенту Марвина, Мино Райоле, даже обращались представители итальянского «Ювентуса», но Райола посоветовал Зегелару остаться в «Аяксе».

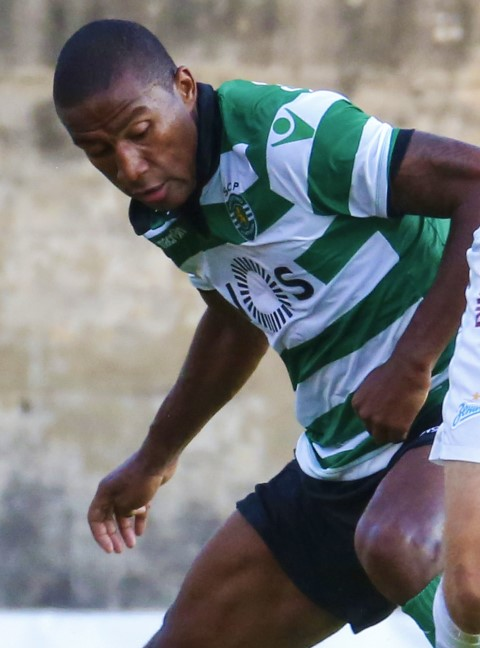
Марвин Зегелар в матче за «Спортинг»

Дебют Марвина в основном составе «Аякса» состоялся 12 ноября 2008 года в матче 1/16 финала Куба Нидерландов против «Волендама». На поле 18-летний футболист появился на 91-й минуте, заменив полузащитника Сима де Йонга. В гостях «Аякс» потерпел неожиданное поражение со счётом 1:0 и завершил своё выступление в национальном кубке. В январе 2009 года Марвин подписал профессиональный контракт с «Аяксом» до 30 июня 2011 года. В июле 2009 года, главный тренер «Аякса» Мартин Йол перевёл Зегелара и ещё нескольких игроков молодёжного состава в основную команду.
В чемпионате Нидерландов Марвин дебютировал 8 августа 2009 года в домашнем матче против «Валвейка», Зегелар вышел на замену на 68-й минуте, заменив полузащитника Урби Эмануэлсона. Матч завершился разгромной победой «Аякса» со счётом 4:1, в составе победителей хет-триком отметился капитан амстердамцев Луис Суарес, а также один мяч забил защитник Грегори ван дер Вил. 19 августа Мартин Йол объявил список игроков на предстоящий первый матч раунда плей-офф Лиги Европы против словацкого «Слована», Зегелар был включён в список 18 игроков. Но на матч, состоявшийся 20 августа, Марвин был заявлен в качестве запасного игрока, но уже во втором тайме на 70-й минуте Зегелар вышел вместо Миралема Сулеймани, к этому времени его команда выигрывала со счётом 2:0. К 83-й минуте амстердамцы вели уже со счётом 4:0, покер был на счету капитана команды Луиса Суареса. Уже в добавленное арбитром время Зегелар прорвался по левому флангу и прострелил на Митчелла Дональда, который спокойно переправил пятый мяч в ворота «Слована».
24 января 2011 года Марвин продлил свой контракт до 30 июня 2012 года, кроме того, «Аякс» принял решение отдать игрока в аренду до конца сезона в клуб «Эксельсиор».
В середине июня 2011 года Марвин перешёл в стан испанского «Эспаньола», подписав с клубом четырёхлетний контракт.
В январе 2019 года перешёл в «Удинезе» на правах аренды. В январе 2020 года подписал с клубом контракт на 2,5 года.
7 марта 2023 года, проведя полгода в статусе свободного агента, Зегелар вернулся в «Удинезе», подписав контракт до конца сезона.

## Достижения
«Аякс»
- Обладатель Кубка Нидерландов: 2009/10

## Статистика выступлений
| Клуб             | Сезон            | Лига | Лига | Кубок страны | Кубок страны | Кубок лиги | Кубок лиги | Европейские кубки | Европейские кубки | Прочие | Прочие | Итого | Итого |
| Клуб             | Сезон            | Игры | Голы | Игры         | Голы         | Игры       | Голы       | Игры              | Голы              | Игры   | Голы   | Игры  | Голы  |
| ---------------- | ---------------- | ---- | ---- | ------------ | ------------ | ---------- | ---------- | ----------------- | ----------------- | ------ | ------ | ----- | ----- |
| Аякс             | 2008/09          | 0    | 0    | 1            | 0            | —          | —          | 0                 | 0                 | —      | —      | 1     | 0     |
| Аякс             | 2009/10          | 2    | 0    | 0            | 0            | —          | —          | 0                 | 0                 | 1      | 0      | 3     | 0     |
| Аякс             | 2010/11          | 2    | 0    | 0            | 0            | —          | —          | 0                 | 0                 | —      | —      | 2     | 0     |
| Аякс             | Итого            | 4    | 0    | 1            | 0            | —          | —          | 0                 | 0                 | 1      | 0      | 6     | 0     |
| → Эксельсиор     | 2010/11          | 12   | 0    | 0            | 0            | —          | —          | —                 | —                 | 4      | 0      | 16    | 0     |
| → Эксельсиор     | Итого            | 12   | 0    | 0            | 0            | —          | —          | —                 | —                 | 4      | 0      | 16    | 0     |
| Эспаньол B       | 2011/12          | 5    | 0    | 0            | 0            | —          | —          | —                 | —                 | —      | —      | 5     | 0     |
| Эспаньол B       | Итого            | 5    | 0    | 0            | 0            | —          | —          | —                 | —                 | —      | —      | 5     | 0     |
| Элязыгспор       | 2012/13          | 19   | 0    | 2            | 0            | —          | —          | —                 | —                 | —      | —      | 21    | 0     |
| Элязыгспор       | 2013/14          | 15   | 0    | 3            | 0            | —          | —          | —                 | —                 | —      | —      | 18    | 0     |
| Элязыгспор       | Итого            | 34   | 0    | 5            | 0            | —          | —          | —                 | —                 | —      | —      | 39    | 0     |
| → Блэкпул        | 2013/14          | 2    | 0    | 0            | 0            | 0          | 0          | —                 | —                 | —      | —      | 2     | 0     |
| → Блэкпул        | Итого            | 2    | 0    | 0            | 0            | 0          | 0          | —                 | —                 | —      | —      | 2     | 0     |
| Риу Аве          | 2014/15          | 25   | 1    | 5            | 0            | 6          | 0          | —                 | —                 | —      | —      | 36    | 1     |
| Риу Аве          | 2015/16          | 12   | 3    | 2            | 0            | 1          | 0          | —                 | —                 | —      | —      | 15    | 3     |
| Риу Аве          | Итого            | 37   | 4    | 7            | 0            | 7          | 0          | —                 | —                 | —      | —      | 51    | 4     |
| Спортинг         | 2015/16          | 11   | 0    | 0            | 0            | 2          | 1          | —                 | —                 | —      | —      | 13    | 1     |
| Спортинг         | 2016/17          | 20   | 0    | 1            | 0            | 0          | 0          | 5                 | 0                 | —      | —      | 26    | 0     |
| Спортинг         | Итого            | 31   | 0    | 1            | 0            | 2          | 1          | 5                 | 0                 | —      | —      | 39    | 1     |
| → Уотфорд        | 2017/18          | 12   | 0    | 0            | 0            | 0          | 0          | —                 | —                 | —      | —      | 12    | 0     |
| → Уотфорд        | Итого            | 12   | 0    | 0            | 0            | 0          | 0          | —                 | —                 | —      | —      | 12    | 0     |
| Удинезе          | 2018/19          | 12   | 0    | 0            | 0            | —          | —          | —                 | —                 | —      | —      | 12    | 0     |
| Удинезе          | 2019/20          | 13   | 0    | 0            | 0            | —          | —          | —                 | —                 | —      | —      | 13    | 0     |
| Удинезе          | 2020/21          | 24   | 1    | 1            | 0            | —          | —          | —                 | —                 | —      | —      | 25    | 1     |
| Удинезе          | 2021/22          | 14   | 0    | 2            | 0            | —          | —          | —                 | —                 | —      | —      | 16    | 0     |
| Удинезе          | 2022/23          | 7    | 1    | 0            | 0            | —          | —          | —                 | —                 | —      | —      | 7     | 1     |
| Удинезе          | Итого            | 73   | 2    | 3            | 0            | —          | —          | —                 | —                 | —      | —      | 76    | 2     |
| Всего за карьеру | Всего за карьеру | 210  | 6    | 17           | 0            | 9          | 1          | 5                 | 0                 | 5      | 0      | 246   | 7     |